# Église Saint-Éloi-des-fonderies de Vivier-au-Court
L’église Saint-Éloi-des-fonderies est une église catholique fortifiée édifiée en l'honneur de saint Éloi des Fonderies et est située à Vivier-au-Court, en France.

## Localisation
L'église est située dans le département français des Ardennes, sur la commune de Vivier-au-Court.

## Description
Les fortifications sont constituées de deux tours rondes flanquant le chœur. L'épaisseur des murs est d'environ 70 cm. Lors d'un violent orage au début du XXe siècle, le clocher perdit son toit et ne fut jamais remplacé, ce qui lui donne cette apparence actuelle.
À l'extérieur de l'église, sur le flanc gauche près de la tour, on peut encore apercevoir une inscription datant du XVIIIe siècle.

## Historique
L'église fut édifiée entre le XVe et le XVIe siècle.

## Images

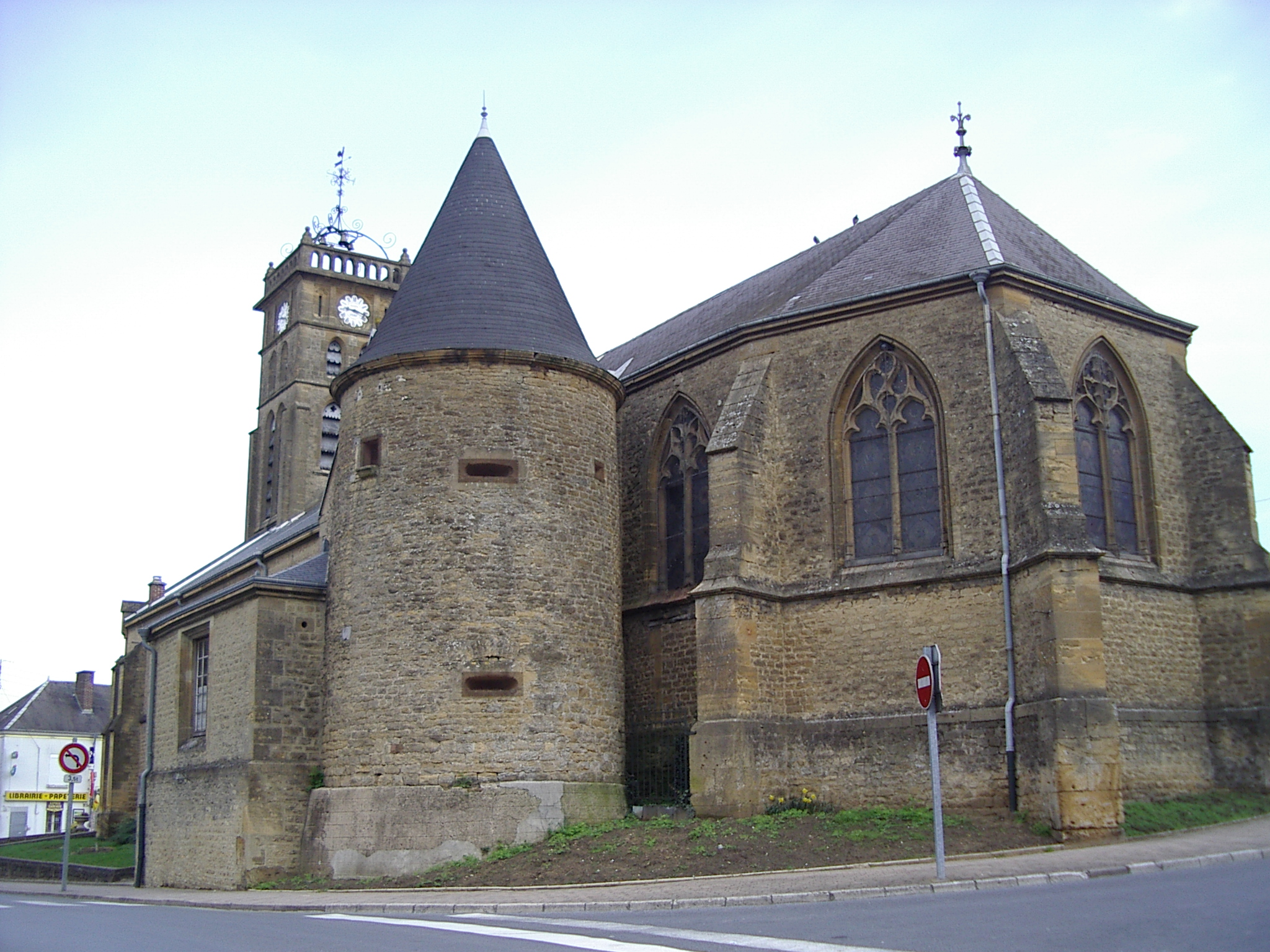
Sud-Ouest
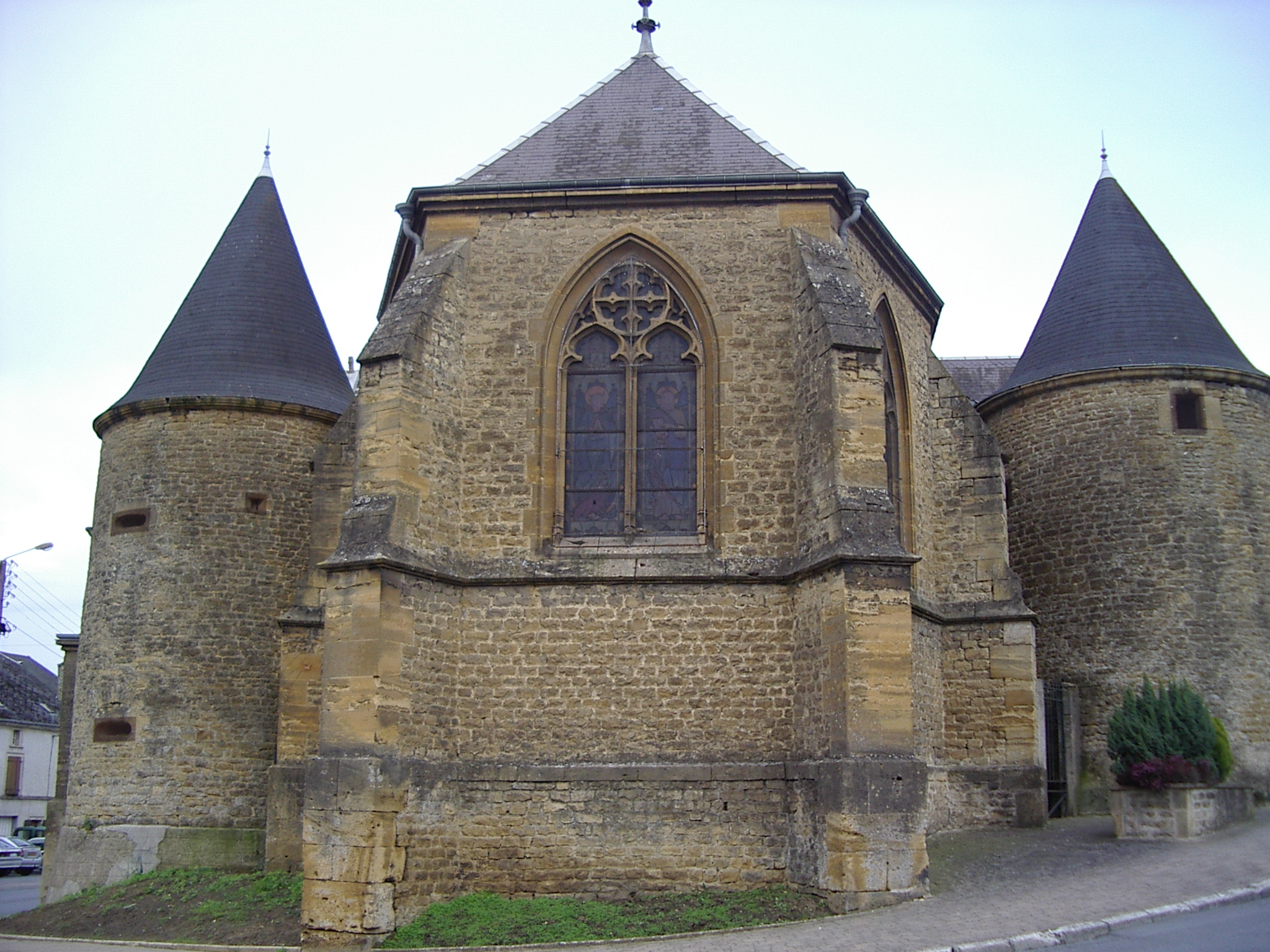
Sud
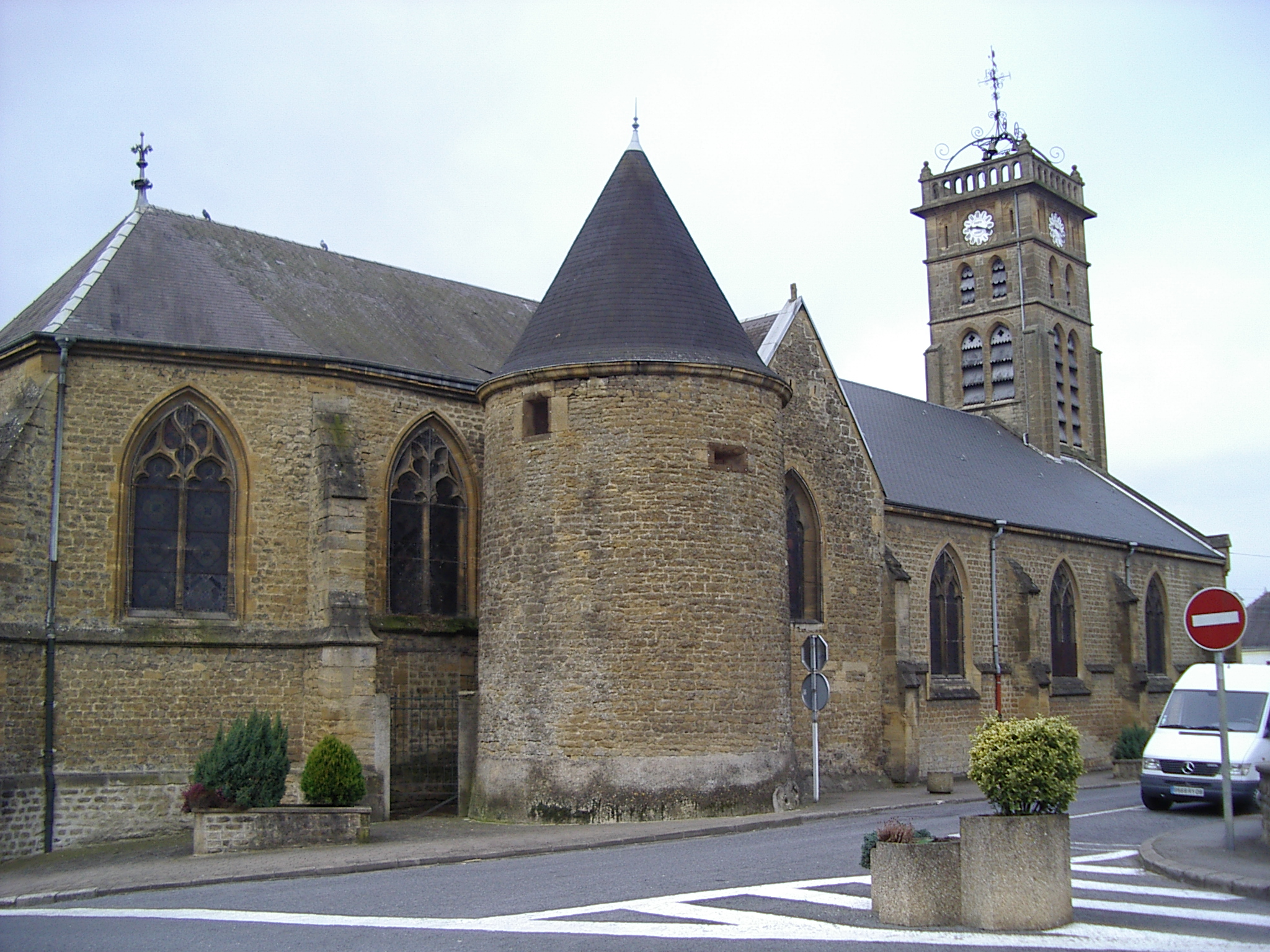
Sud-Est